# Livojärvi
Der Livojärvi ist ein See in der Gemeinde Posio in der finnischen Landschaft Lappland.
Der See hat eine Fläche von 32,96 km² und liegt auf einer Höhe von 243,7 m.
Er liegt etwa 10 km südlich vom Verwaltungszentrum von Posio.
Der Livojärvi wird vom Livojoki am westlichen Seeende entwässert.